# Irrasinus stupidus
Irrasinus stupidus är en skalbaggsart som beskrevs av Horn 1870. Irrasinus stupidus ingår i släktet Irrasinus och familjen Aphodiidae. Inga underarter finns listade i Catalogue of Life.